# Sint-Antoniuskapel (Grimbergen)
De Sint-Antoniuskapel is een kapel in het gehucht Bever dat sinds 1977 deel uitmaakt van Grimbergen in de Belgische provincie Vlaams-Brabant.
Deze bakstenen kapel werd opgericht in 1896 door graaf Alfons de Villegas de Clercamp uit dankbaarheid voor de geboorte van zijn zoon Antoine. Ze ligt tegenover de zuidelijke toegangsdreef van het kasteel van Bever en wordt geflankeerd door twee cipressen. In 1945 werd een tweede dankkapel, toegewijd aan Onze-Lieve-Vrouw, gebouwd naast de voormalige conciërgewoning aan de noordelijke toegang (Drijpikkelstraat nr. 27).
De kapel moet in het kader van het project van de sneltram langs de A12 geherlokaliseerd worden.